# Al-Tulay'i
Al-Tulay'i (tiếng Ả Rập: الطليعي, cũng đánh vần Tli'i) là một ngôi làng ở phía tây bắc Syria, một phần hành chính của Tỉnh Tartus, nằm ở phía đông nam của Tartus. Các địa phương lân cận bao gồm Buwaydet al-Suwayqat ở phía bắc, al-Sisiniyah và al-Mitras ở phía đông bắc, Arzuna ở phía nam, Kafr fo ở phía tây nam và al-Safsafah ở phía tây. Theo Cục Thống kê Trung ương Syria (CBS), al-Sisiniyah có dân số 2.123 trong cuộc điều tra dân số năm 2004. Cư dân của nó chủ yếu là Alawites.